# Юрьевский поселковый совет (Юрьевский район)
Юрьевский поселковый совет (укр. Юр'ївська селищна рада) — входит в состав
Юрьевского района
Днепропетровской области
Украины.
Административный центр поселкового совета находится в 
пгт Юрьевка
.

## Населённые пункты совета
- пгт Юрьевка
- с. Бразолово
- пос. Жемчужное
- с. Ивано-Межерецкое
- с. Новогригоровка
- с. Украинское